# Jeanna Giese
Jeanna Giese (* 1989 in Fond du Lac, Wisconsin) ist nach dem dokumentierten Stand der Wissenschaft der erste Mensch, der ohne schwerwiegende dauerhafte Folgeschäden eine Tollwut-Infektion mit anschließendem symptomatischen Ausbruch der Erkrankung überlebte, ohne die für Tollwut etablierte Behandlung mit Antiserum erhalten zu haben. Sie gilt als der sechste dokumentierte Fall eines Patienten, der Tollwut nach dem Auftreten klinischer Symptome überlebte. Ihre Behandlung bestand aus der medikamentösen Einleitung einer Sedierung (Analgosedierung) sowie der Gabe von antiviralen Medikamenten. Ob zwischen dieser experimentellen Therapie und dem positiven Ausgang tatsächlich ein Zusammenhang besteht, ist jedoch nicht gesichert.

## Infektion
Giese wurde im September 2004 im Alter von 15 Jahren von einer Fledermaus in ihren linken Zeigefinger gebissen, nachdem sie das verletzte Tier zuvor gefunden hatte. 37 Tage nach dem Biss entwickelte sie die typischen Symptome einer Tollwut-Infektion und wurde mit Gehstörungen und Tremor (Muskelzittern) in ein Krankenhaus eingeliefert. Nach einer Verschlechterung ihres Zustandes wurde sie in das Children’s Hospital of Wisconsin in Wauwatosa verlegt. Hier wurde der Verdacht auf eine Tollwut-Infektion nach Laboruntersuchungen durch die Centers for Disease Control and Prevention bestätigt.

## Behandlung
Tollwut gilt unbehandelt als tödlich. Die einzige etablierte effektive Behandlung ist die Gabe eines spezifischen Antiserums unmittelbar nach dem Verdacht einer Infektion, die in der Regel durch den Biss eines infizierten Tieres erfolgt. Diese Behandlung gilt jedoch nach dem Auftreten erster klinischer Symptome, wie im Fall von Giese, als wirkungslos. Ihre Eltern stimmten aus diesem Grund einer Experimentaltherapie zu, welche von den Ärzten im Children’s Hospital of Wisconsin vorgeschlagen wurde. Im Rahmen dieser Behandlung wurde durch die Medikamente Ketamin und Midazolam eine Analgosedierung eingeleitet, wodurch das Nervensystem vor den Folgen der Infektion geschützt werden sollte. Darüber hinaus erfolgte die Gabe der antiviralen Medikamente Ribavirin und Amantadin, um die Infektion bis zum Entstehen einer körpereigenen Immunantwort gegen die Tollwut-Viren zu hemmen.
31 Tage nach Beginn der Behandlung konnte kein Virus mehr nachgewiesen werden, so dass Giese die Isolationsstation des Krankenhauses verlassen konnte. Nach anfänglichen Befürchtungen hinsichtlich möglicher Schädigungen des Gehirns zeigte sich später, dass die kognitiven Fähigkeiten der Patientin durch die Infektion und die Behandlung kaum beeinträchtigt worden waren. Im Anschluss an die Behandlung absolvierte Jeanna Giese mehrere Wochen Rehabilitationstraining. Am 11. Januar 2005 wurde sie aus dem Krankenhaus entlassen.

## Nachwirkungen und Bewertung
Warum sie die Infektion überlebte und inwieweit dies mit der erfolgten Experimentaltherapie zusammenhing, ist unklar. Es gilt als wahrscheinlich, dass die meisten Todesfälle durch Tollwut auf vorübergehenden schweren Funktionsstörungen des Gehirns beruhen, nicht jedoch auf irreversiblen Hirnschäden. Deshalb ist es möglich, dass die Sedierung entscheidend zum Überleben beitrug. Andererseits kann auch nicht ausgeschlossen werden, dass der Virusstamm, mit dem sie durch den Biss infiziert wurde, nur schwach pathogen war. Auch eine außergewöhnlich schnelle und starke Reaktion ihres Immunsystems kann zum Überleben beigetragen haben.
Zu den dokumentierten Nebenwirkungen der Behandlung zählen hämolytische Reaktionen, eine Pankreatitis (Entzündung der Bauchspeicheldrüse), eine Azidose sowie hepatotoxische Wirkungen. Ihr Zustand hat sich seit der Entlassung aus dem Krankenhaus weiter verbessert. Sie ist unter anderem wieder in der Lage, ohne fremde Hilfe zu gehen und Fahrrad zu fahren. Als gelegentlich auftretende Folgesymptome der Infektion gelten Gehstörungen, als Dysarthrie bezeichnete Sprechstörungen sowie Choreoathetose, also zuckende und schraubenförmige Bewegungen der Arme, der Beine und der Gesichtsmuskulatur.
Seit der Behandlung von Jeanna Giese sind in mindestens vier Fällen weitere Versuche gescheitert, Patienten mit symptomatischer Tollwut mit einer ähnlichen Therapie zu behandeln. So versuchten beispielsweise Ärzte am Texas Children’s Hospital in Houston im Mai 2006, mit einer analogen Behandlung das Leben eines 16-jährigen Jungen zu retten, der ebenfalls durch den Biss einer Fledermaus infiziert worden war. Er verstarb jedoch trotz Behandlung etwa eine Woche nach dem Auftreten der Symptome. Nach Auskunft einer Sprecherin der Klinik war die Erkrankung des Jungen, verglichen mit Jeanna Giese, durch einen schnelleren und schwereren Verlauf gekennzeichnet.
Bis Anfang 2013 hatten bei weltweit 41 Behandlungsversuchen fünf weitere Patienten überlebt.